# Rodrigo Becão
Rodrigo Becão, pseudonimo di Rodrigo Nascimento França (San Cipriano D'Aversa, 19 gennaio 1997), è un calciatore brasiliano, difensore del Fenerbahçe.

## Caratteristiche tecniche
È un difensore centrale, dotato di buona tecnica ed è abile nel gioco aereo.

## Carriera

### Bahia e CSKA Mosca
Cresciuto nelle giovanili del Bahia, ha esordito in prima squadra il 28 novembre 2015 in occasione del match di campionato vinto 1-0 contro l'Atl. Goianiense.
Il 4 luglio 2018, Becão si è unito al club della Prem'er-Liga PFC CSKA Mosca in prestito per la stagione 2018-19. Ha fatto la sua prima apparizione con il CSKA il 27 luglio 2018, nella vittoria della Supercoppa russa del 2018 contro la Lokomotiv Mosca.

### Udinese
Il 10 luglio 2019 si trasferisce all'Udinese. Il 25 agosto seguente, al debutto in Serie A alla prima giornata di campionato contro il Milan, mette a segno il gol vittoria dell'1-0 su colpo di testa da calcio d'angolo. Il 3 marzo 2021, realizza una rete a San Siro, ancora contro i rossoneri, che permette alla sua squadra di andare in vantaggio; la partita finirà poi 1-1. Il 10 aprile 2022 al minuto 94 firmerà la vittoria per 2-1 contro il Venezia, assicurando di fatto la salvezza all'Udinese.
Il 13 agosto 2022, segna la sua quinta rete in massima serie, curiosamente ancora contro i rossoneri, siglando la prima rete della stagione di Serie A 2022-2023 e di conseguenza il vantaggio per la squadra friulana, che tuttavia soccombe poi per 4-2.

### Fenerbahce
Il 19 luglio 2023 viene ufficializzato il suo passaggio al Fenerbahçe per una cifra complessiva di 8 milioni di euro.

## Statistiche

### Presenze e reti nei club
Statistiche aggiornate al 10 novembre 2024.
| Stagione          | Squadra           | Campionato        | Campionato | Campionato | Coppe nazionali | Coppe nazionali | Coppe nazionali | Coppe continentali | Coppe continentali | Coppe continentali | Altre coppe | Altre coppe | Altre coppe | Totale | Totale | Totale |
| Stagione          | Squadra           | Comp              | Pres       | Reti       | Comp            | Pres            | Reti            | Comp               | Pres               | Reti               | Comp        | Pres        | Reti        | Pres   | Reti   |        |
| ----------------- | ----------------- | ----------------- | ---------- | ---------- | --------------- | --------------- | --------------- | ------------------ | ------------------ | ------------------ | ----------- | ----------- | ----------- | ------ | ------ | ------ |
| 2015              | Bahia             | B+A1/BA           | 1+0        | 0          | CB              | 0               | 0               |                    | -                  | -                  |             | -           | -           | 1      | 0      |        |
| 2016              | Bahia             | B+A1/BA           | 0+0        | 0          | CB              | 0               | 0               |                    | -                  | -                  | CN          | 2           | 0           | 2      | 0      |        |
| 2017              | Bahia             | A+A1/BA           | 8+6        | 0          | CB              | 0               | 0               |                    | -                  | -                  | CN          | 1           | 0           | 15     | 0      |        |
| gen.-giu. 2018    | Bahia             | A+A1/BA           | 1+2        | 0+1        | CB              | 0               | 0               | CS                 | 1                  | 0                  | CN          | 1           | 0           | 5      | 1      |        |
| Totale Bahia      | Totale Bahia      | Totale Bahia      | 18         | 1          |                 | 0               | 0               |                    | 1                  | 0                  |             | 4           | 0           | 23     | 1      |        |
| 2018-2019         | CSKA Mosca        | PL                | 28         | 0          | CR              | 1               | 0               | UCL                | 6                  | 0                  | SR          | 1           | 0           | 36     | 0      |        |
| 2019-2020         | Udinese           | A                 | 29         | 1          | CI              | 1               | 0               | -                  | -                  | -                  | -           | -           | -           | 30     | 1      |        |
| 2020-2021         | Udinese           | A                 | 35         | 1          | CI              | 1               | 0               | -                  | -                  | -                  | -           | -           | -           | 36     | 1      |        |
| 2021-2022         | Udinese           | A                 | 35         | 2          | CI              | 1               | 0               | -                  | -                  | -                  | -           | -           | -           | 36     | 2      |        |
| 2022-2023         | Udinese           | A                 | 28         | 2          | CI              | 0               | 0               | -                  | -                  | -                  | -           | -           | -           | 28     | 2      |        |
| Totale Udinese    | Totale Udinese    | Totale Udinese    | 127        | 6          |                 | 3               | 0               |                    | -                  | -                  |             | -           | -           | 130    | 6      |        |
| 2023-2024         | Fenerbahçe        | SL                | 16         | 0          | TK              | 0               | 0               | UECL               | 6                  | 1                  | ST          | 0           | 0           | 22     | 1      |        |
| 2024-2025         | Fenerbahçe        | SL                | 9          | 0          | TK              | 0               | 0               | UCL+UEL            | 0+4                | 0                  | -           | -           | -           | 13     | 0      |        |
| Totale Fenerbahce | Totale Fenerbahce | Totale Fenerbahce | 25         | 0          |                 | 0               | 0               |                    | 10                 | 1                  |             | 0           | 0           | 35     | 1      |        |
| Totale carriera   | Totale carriera   | Totale carriera   | 198        | 7          |                 | 4               | 0               |                    | 17                 | 1                  |             | 5           | 0           | 224    | 8      |        |

## Palmarès

### Club

#### Competizioni nazionali
- Supercoppa di Russia: 1

CSKA Mosca: 2018

#### Competizioni statali
- Campionato Baiano: 2

Bahia: 2015, 2018
- Copa do Nordeste: 1

Bahia: 2017